# Émosson
Émosson est un ancien alpage de Suisse noyé depuis 1976 par les eaux du lac créé par le barrage d'Émosson. Drainé par le torrent de Barberine qui rejoint la partie suisse de la vallée de l'Eau noire, le lieu-dit comportait des chalets d'estive ainsi qu'une chapelle à 1 785 mètres d'altitude et accessible par un chemin muletier.
Actuellement, le barrage est exploité par deux aménagements hydroélectriques :
- l'aménagement hydroélectrique d'Émosson mis en service en 1975 ;
- la centrale souterraine du Nant de Drance de pompage-turbinage mise en service en 2022.

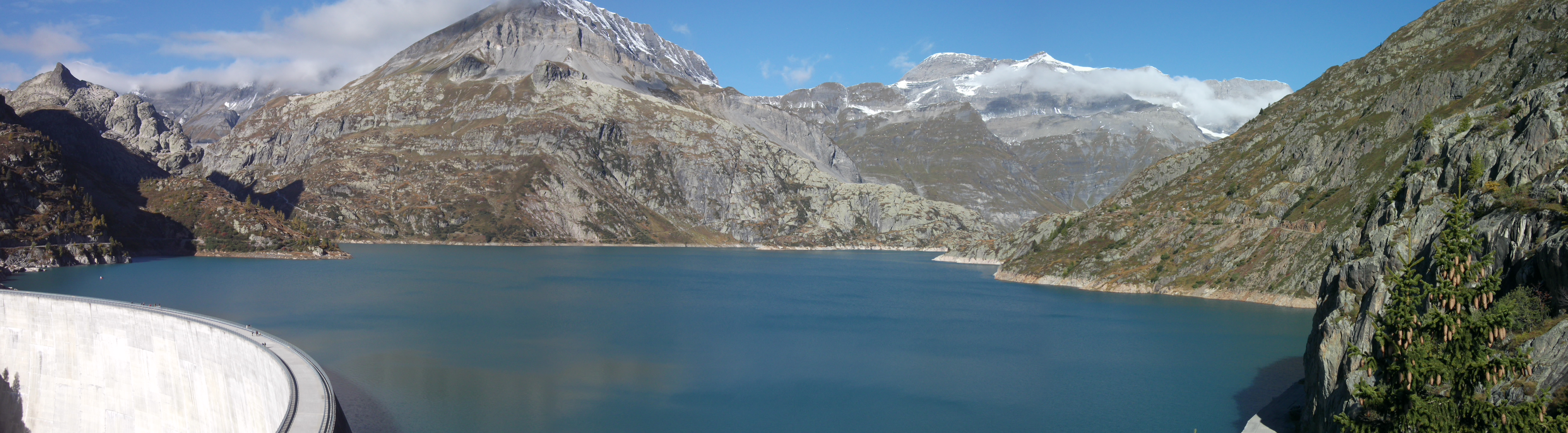
Panorama du site d'Émosson, vue de la rive Est.

## Étymologie
« Émosson » est probablement issu d'une agglutination de « des mossons », c'est-à-dire « des génisses ».

## Géographie

### Situation
Émosson est situé dans le sud-ouest de la Suisse et du canton du Valais, sur la commune de Finhaut. Il se trouve dans le massif du Giffre, dans une petite cuvette dans la partie aval du vallon de Barberine, à 1 785 mètres d'altitude dominée au nord-est par le Bel Oiseau (2 631 mètres), à l'ouest par l'Œil de Bœuf (2 652 mètres) et la pointe de la Finive (2 838 mètres) et au sud par le Grand Perron (2 673 mètres). La frontière avec la France est toute proche sur les crêtes à l'ouest et au sud. L'alpage est entouré par celui de Barberine au nord et celui du Vieux Émosson au sud-ouest. Il est drainé par le torrent de Barberine venant du nord, recevant en rive droite les eaux du Nant de Drance venant du Vieux Émosson et s'écoulant vers le sud-est en direction de l'Eau Noire entre Vallorcine en France et le Châtelard en Suisse.

### Géologie
L'alpage d'Émosson est situé dans le domaine structural de l’Helvétique, sur les socles cristallins paléozoïques du massif des aiguilles Rouges. À l'ouest se trouvent les couvertures sédimentaires mésozoïques de la nappe de Morcles constituant notamment les dents du Midi. La limite entre les deux domaines passe au nord et à l'ouest d'Émosson, du col de Barberine au nord au col de Corbeau au sud-ouest en passant sous les falaises de la pointe de Finive à l'ouest.
Le socle cristallin paléozoïque est ici composé de gneiss œillés issus du métamorphisme d'un granite (orthogneiss) et contenant localement des passées de micaschistes voire d'amphibolites. En surface, les gneiss sont généralement altérés (de 2 à 10 m de profondeur voire plus) et arborent une coloration rouge, violacée ou verte. Le dernier mètre présente une allure arkosique et contient des nodules de dolomie ferrugineuse. La surface est irrégulière est présente parfois des restes de paléosol où se sont concentrés des oxydes de fer et de jaspe rouge à blanc.
Les grès quartzitiques constituant la formation du Vieux Émosson forme la majeure partie du Trias du massif des Aiguilles Rouges,. Ils reposent de manière discordante sur le socle paléozoïque. Les grès décrivent des dépôts fluviatiles évoluant vers des séries marines vers le sommet. Bien qu’azoïque (i.e. dépourvue de fossiles), la formation du Vieux Émosson a pu être daté au Trias précoce à moyen grâce à la présence d’empreintes au sud du lac du Vieux Émosson.

## Aménagements hydroélectriques
Le site d'Émosson a d'abord accueilli le barrage de Barberine, construit dans les années 1920.
Dans les années 1970, le barrage d'Émosson est construit en aval, comme élément principal de l'aménagement hydroélectrique d'Émosson mis en service en 1975. Le lac du nouveau barrage (cote : 1 931 m) mesure 5 km de long et contient environ 225 millions de m³ d'eau. Lorsqu'il est plein, il submerge de 42 m le premier barrage de Barberine. Sa construction a provoqué l'engloutissement de l'alpage d'Émosson. Le nom du barrage a été choisi en souvenir de ce plateau. L'aménagement hydroélectrique d'Émosson est franco-suisse : il est alimenté non seulement par les eaux du voisinage mais aussi des eaux en provenance de France, en particulier des glaciers d'Argentière et du Tour dans le massif du Mont-Blanc, ainsi que celles du vallon de Bérard.
En 2022, la centrale souterraine du Nant de Drance de pompage-turbinage mise en service. Elle relie le barrage d'Émosson au barrage du Vieux Émosson, situé plus en amont, à l'ouest, au Vieux Émosson.

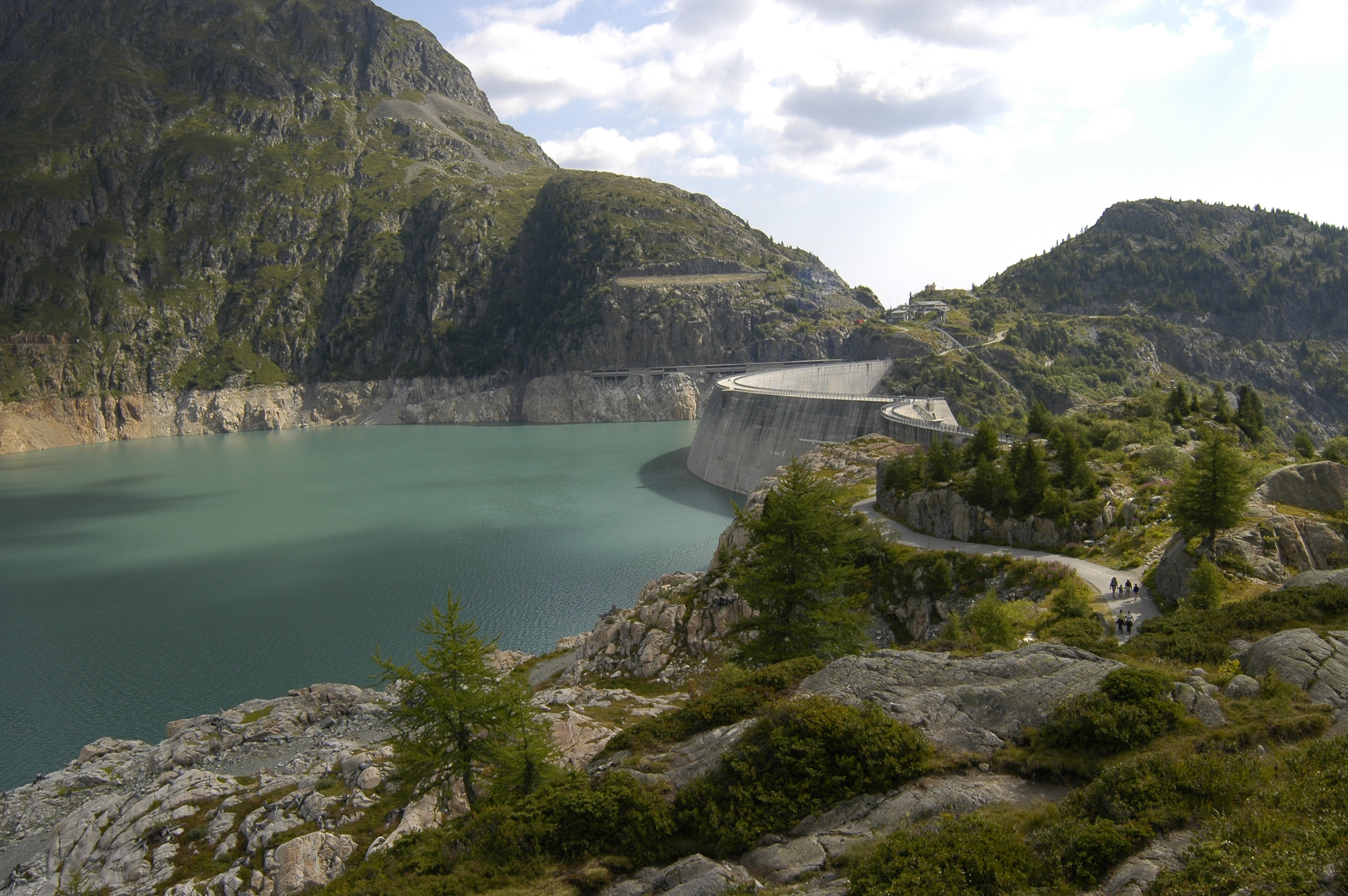
Une vue du barrage d'Émosson.
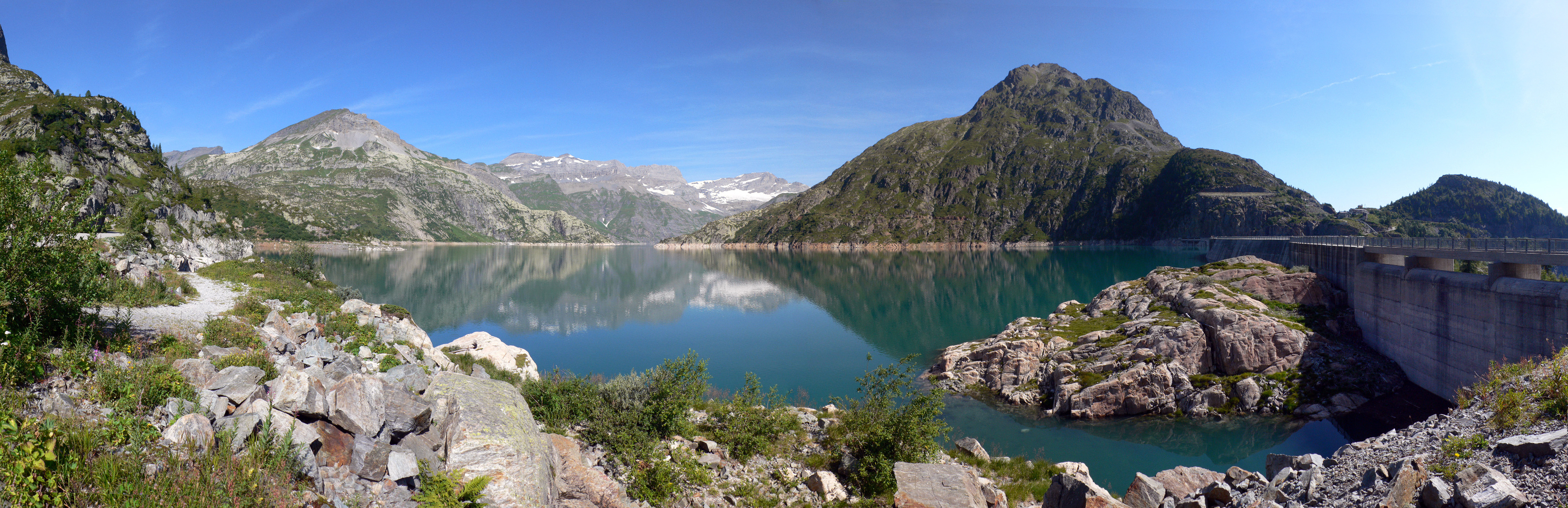
Une autre vue du barrage d'Émosson, depuis la rive droite.
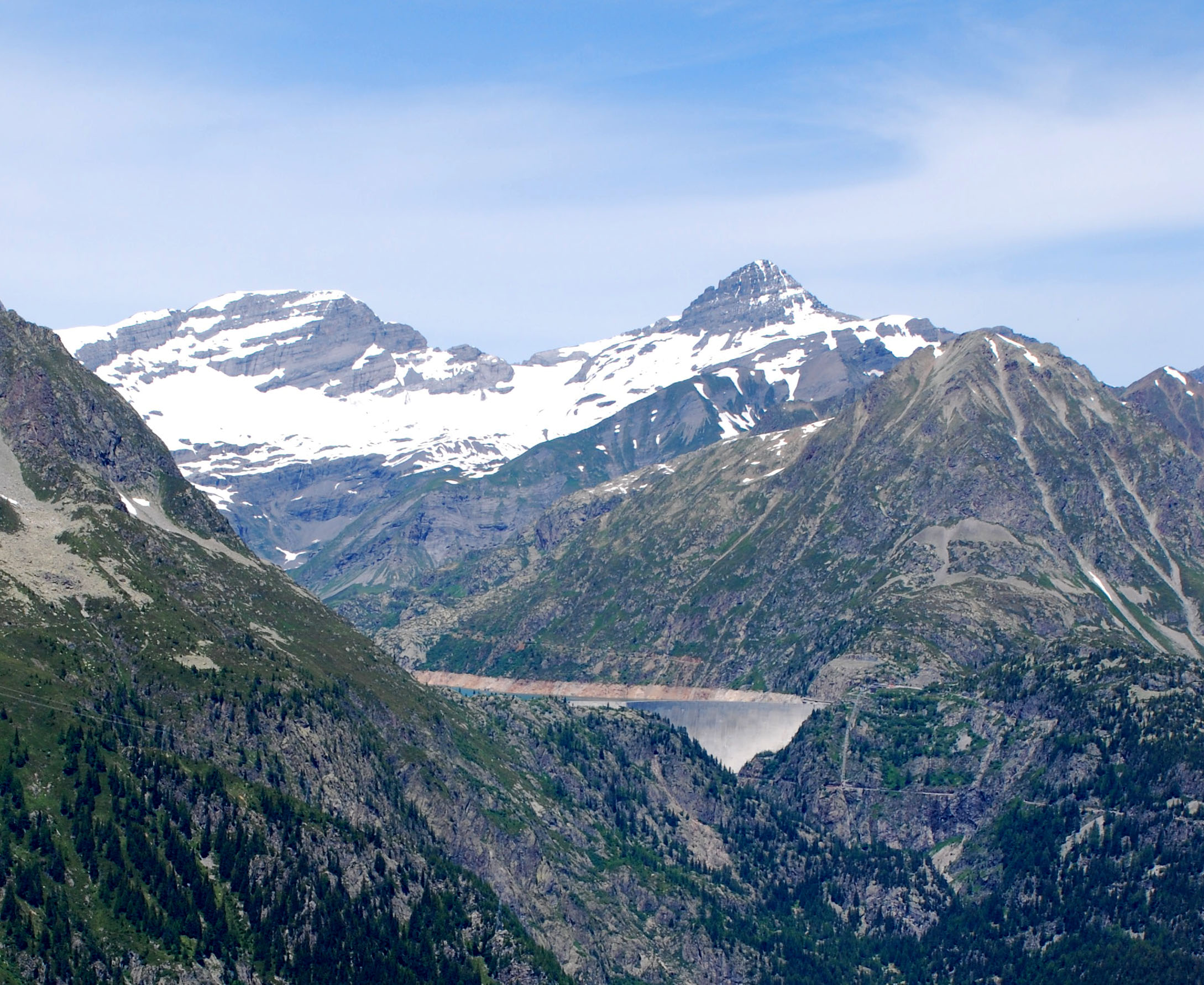
Barrage d'Émosson depuis l'aiguillette des Posettes.

On accède au barrage soit par l'ancienne route de service ayant servi à la construction du barrage, soit en empruntant successivement le funiculaire du Châtelard, le petit train panoramique d'Émosson et le Minifunic depuis le village suisse du Châtelard, soit à pied par le col du Passet (ou Passer) depuis Vallorcine ou Barberine.